# Вандинув
Вандинув (пол. Wandynów) — село в Польщі, у гміні Коло Кольського повіту Великопольського воєводства.
Населення — 89 осіб (2011).
У 1975-1998 роках село належало до Конінського воєводства.

## Демографія
Демографічна структура станом на 31 березня 2011 року:
|          | Загалом | Допрацездатний вік | Працездатний вік | Постпрацездатний вік |
| -------- | ------- | ------------------ | ---------------- | -------------------- |
| Чоловіки | 43      | 8                  | 29               | 6                    |
| Жінки    | 46      | 7                  | 26               | 13                   |
| Разом    | 89      | 15                 | 55               | 19                   |